# Irena Małczuk
Irena Kazimiera Małczuk – działaczka partyzantki antykomunistycznej, żołnierz wyklęty, żona Józefa Małczuka.
Za swą działalność została skazana na 10 lat więzienia. W 1955 roku wyszła na wolność.

## Uhonorowanie
Postanowieniem prezydenta RP Lecha Kaczyńskiego z 9 listopada 2007 roku „za wybitne zasługi dla niepodległości Rzeczypospolitej Polskiej” Irena Małczuk została odznaczona Krzyżem Komandorskim Orderu Odrodzenia Polski, a odznaczenie odbyło się 11 listopada tego samego roku w czasie uroczystości z okazji Narodowego Święta Niepodległości.
W 2008 roku Irena Małczuk została awansowana do stopnia kapitana